# Айнауи, Джамель
Джамель Айнауи (род. 20 марта 1975, Курьер) — французский борец греко-римского стиля, чемпион Средиземноморских игр, призёр чемпионатов Европы, серебряный призёр Кубка мира, участник летних Олимпийских игр 2000 года в Сиднее. Выступал в полулёгкой (до 58 кг) и лёгкой (до 60 кг) весовых категориях. На Олимпиаде француз уступил бронзовому призёру трёх Олимпиад китайцу Шэну Цзэтяню, затем победил представителя Украины Александра Степаняна и занял 12-е место.